# Nagroda Historyczna im. Kazimierza Moczarskiego
Nagroda Historyczna im. Kazimierza Moczarskiego – polskie wyróżnienie przyznawane corocznie „dla najlepszej książki historycznej ubiegłego roku”, przy zastrzeżeniu, iż musi to być praca autora żyjącego i dotycząca dziejów Polski od 1918 roku. 21 listopada 2014 roku nagroda została przyznana po raz szósty, a instytucjami nadającymi były: Narodowe Centrum Kultury i Fundacja im. Kazimierza i Zofii Moczarskich. Laureat nagrody otrzymuje statuetkę („Temperówkę” Kazimierza Moczarskiego) oraz kwotę pieniężną w wysokości 50 tysięcy złotych.

## Laureaci nagrody
- 2024: Grzegorz Motyka za książkę Akcja »Wisła« ‘47. Komunistyczna czystka etniczna, Wydawnictwo Literackie[4]
- 2023: Sławomir Łotysz za książkę Pińskie błota. Natura, wiedza i polityka na polskim Polesiu do 1945 roku, Wydawnictwo Universitas[5]
- 2022: Anna Wylegała za książkę Był dwór, nie ma dworu. Reforma rolna w Polsce, Wydawnictwo Czarne[6]
- 2021: Grzegorz Piątek za książkę Najlepsze miasto świata. Warszawa w odbudowie 1944-1949, W.A.B.[7].
- 2020: Mariusz Mazur za książkę Antykomunistycznego podziemia portret zbiorowy 1945-1956. Aspekty mentalno-psychologiczne, Bellona we współpracy z Wydawnictwem UMCS[8]
- 2019: Olga Linkiewicz za książkę Lokalność i nacjonalizm. Społeczności wiejskie w Galicji Wschodniej w dwudziestoleciu międzywojennym, Towarzystwo Autorów i Wydawców Prac Naukowych Universitas[9]
- 2018: Jerzy Kochanowski za książkę Rewolucja międzypaździernikowa. Polska 1956-1957, Znak Horyzont[10]
- 2017: Agata Zysiak za książkę Punkty za pochodzenie. Powojenna modernizacja i uniwersytet w robotniczym mieście, Nomos, Kraków[11]
- 2016: Andrzej Nowak za książkę Pierwsza zdrada Zachodu. 1920 – zapomniany appeasement, Wydawnictwo Literackie, Kraków[12]
- 2015: Alexandra Richie za książkę Warszawa 1944. Tragiczne powstanie, tłum. Zofia Kunert, W.A.B., Warszawa[13]
- 2014: Karol Modzelewski za autobiografię Zajeździmy kobyłę historii[14]
- 2013: Marcin Zaremba za książkę Wielka trwoga. Polska 1944–1947[15]
- 2012: Timothy Snyder za książkę Skrwawione ziemie. Europa między Hitlerem a Stalinem[16]
- 2011: Andrzej Friszke za książkę Anatomia buntu. Kuroń, Modzelewski i komandosi[17]
- 2010: Bogdan Gadomski za książkę Biografia agenta. Największy agent policji politycznej II RP. Józef-Josek Mützenmacher (1903–1947)[18]
- 2009: Gunnar S. Paulsson(inne języki) za książę Utajone Miasto. Żydzi po aryjskiej stronie Warszawy 1940–1945[19]

## Nagroda Młodzieżowych Klubów Historycznych im. Kazimierza Moczarskiego
Od 2016 roku Nagrodzie Historycznej im. Kazimierza Moczarskiego towarzyszy Nagroda Młodzieżowych Klubów Historycznych im. Kazimierza Moczarskiego. Kluby zrzeszają młodzież ze szkół średnich i promują czytelnictwo książek historycznych. Członkowie przez dwa miesiące czytają nominowane pozycje i dyskutują o nich, a finalnie zjeżdżają do Warszawy, gdzie podczas walnego zgromadzenia wybierają laureata, który zostaje nagrodzony statuetką ("Ołówek"). Kluby muszą mieć opiekuna w postaci nauczyciela, jednakże prawo głosu przysługuje jedynie uczniom.
Laureaci:
- 2024: Kalina Błażejowska, Bezduszni. Zapomniana zagłada chorych, Wydawnictwo Czarne
- 2023: Marta Grzywacz, Blizny. Prawdziwa historia »królików« z Ravensbruck, Wydawnictwa W.A.B.
- 2022: Katarzyna Surmiak-Domańska, Czystka, Wydawnictwo Czarne
- 2021: Karolina Sulej, Rzeczy osobiste. Opowieść o ubraniach w obozach koncentracyjnych i zagłady, Wydawnictwo Czerwone i Czarne
- 2020: Grzegorz Gauden, Lwów - kres iluzji. Opowieść o pogromie listopadowym 1918, Towarzystwo Autorów i Wydawców Prac Naukowych "Universitas"
- 2019: Urszula Glensk, Hirszfeldowie. Zrozumieć krew, Towarzystwo Autorów i Wydawców Prac Naukowych Universitas
- 2018: Anna Bikont, Sendlerowa w ukryciu, Wydawnictwo Czarne
- 2017: Cezary Łazarewicz, Żeby nie było śladów. Sprawa Grzegorza Przemyka, Wydawnictwo Czarne
- 2016: Timothy Snyder, Czarna ziemia. Holocaust jako ostrzeżenie, tłum. Bartłomiej Pietrzyk, Znak

## Nominowani do nagrody

### Rok 2009
- Krzysztof Kosiński, Historia pijaństwa w czasach PRL, Neriton, Instytut Historii PAN, Warszawa 2008
- Michał Komar, Świat według Mellera, Rosner i Wspólnicy, Warszawa 2008
- Jerzy Kułak, Rozstrzelany oddział, nakład własny, Białystok 2008
- Czesław Miłosz, Jerzy Giedroyć, Korespondencja, wstęp, oprac. Marek Kornat, Czytelnik, Warszawa 2008
- Gunnar S. Paulsson, Utajone Miasto. Żydzi po »aryjskiej« stronie Warszawy 1940–1945, przeł. Elżbieta Olender-Dmowska, Znak, Kraków 2008
- Marci Shore, Kawior i popiół, przeł. Marcin Szuster, Świat Książki, Warszawa 2008
- Timothy Snyder, Tajna wojna. Henryk Józewski i polsko-sowiecka rozgrywka o Ukrainę, przeł. Bartłomiej Pietrzyk, Znak, Kraków 2008
- Tomasz Szarota, Karuzela na placu Krasińskich, Rytm, Warszawa 2008
- Monika Tomkiewicz, Zbrodnia w Ponarach 1941–1944, IPN, Warszawa 2008
- Andrzej Wrzyszcz, Okupacyjne sądownictwo niemieckie w Generalnym Gubernatorstwie 1939–1945, Wydawnictwo UMCS, Lublin 2008[21]

### Rok 2010
- Piotr Cichoracki, Droga ku anatemie. Wacław Kostek Biernacki (1884–1957), IPN, Warszawa 2009
- Bogdan Gadomski, Biografia agenta. Największy agent policji politycznej II RP. Józef-Josek Mützenmacher (1903–1947), Wydawnictwo Tedson, Warszawa 2009
- Magdalena Grochowska, Jerzy Giedroyc. Do Polski ze snu, Świat Książki, Warszawa 2009
- Eryk Krasucki, Międzynarodowy komunista. Jerzy Borejsza. Biografia polityczna, Wydawnictwo Naukowe PWN, Warszawa 2009
- Grzegorz Krzywiec, Szowinizm po polsku. Przypadek Romana Dmowskiego (1886–1905), Wydawnictwo Neriton Instytut Historii PAN, Warszawa 2009
- Mieczysław Nurek, Gorycz zwycięstwa. Los Polskich Sił Zbrojnych na Zachodzie po II wojnie światowej 1945–1949, Wydawnictwo Uniwersytetu Gdańskiego, Gdańsk 2009
- Andrzej Paczkowski, Trzy twarze Józefa Światły. Przyczynek do historii komunizmu w Polsce, Prószyński i S-ka, Warszawa 2009
- Dieter Schenk, Hans Frank. Biografia generalnego gubernatora, tłum. Krzysztof Jachimczak, Znak, Kraków 2009
- Zbigniew Siemiątkowski, Wywiad a władza. Wywiad cywilny w systemie sprawowania władzy politycznej PRL, Oficyna Wydawnicza ASPRA-JR, Warszawa 2009
- Jan Skórzyński, Rewolucja okrągłego stołu, Znak, Kraków 2009[22]

### Rok 2011
- Piotr Forecki, Od „Shoah” do „Strachu”. Spory o polsko-żydowską przeszłość i pamięć w debatach publicznych, Wydawnictwo Poznańskie, Poznań 2010
- Andrzej Friszke, Anatomia buntu. Kuroń, Modzelewski i komandosi, Znak, Kraków 2010
- Michał Głowiński, Kręgi obcości. Opowieść autobiograficzna, Wydawnictwo Literackie, Kraków 2010
- Jerzy Kochanowski, Tylnymi drzwiami. „Czarny rynek” w Polsce 1944–1989, Wydawnictwo Neriton, Instytut Historyczny UW, Warszawa 2010
- Jacek Leociak, Ratowanie. Opowieści Polaków i Żydów, Wydawnictwo Literackie, Kraków 2010
- Marek Radziwon, Iwaszkiewicz. Pisarz po katastrofie, W.A.B., Warszawa 2010
- Dariusz Stola, Kraj bez wyjścia? Migracje z Polski 1949–1989, Instytut Pamięci Narodowej, Instytut Studiów Politycznych PAN, Warszawa 2010
- Hanna Świda-Ziemba, Młodzież PRL. Portrety pokoleń w kontekście historii, Wydawnictwo Literackie, Kraków 2010
- Jacek Tebinka, Uzależnienie czy suwerenność. Odwilż październikowa w dyplomacji Polskiej Rzeczypospolitej Ludowej 1956–1961, Wydawnictwo Neriton, Instytut Historii PAN, Warszawa 2010
- Patrick Vaughan, Zbigniew Brzeziński, Świat Książki, Warszawa 2010[23]

### Rok 2012
- Barbara Engelking, Jest taki piękny słoneczny dzień… Losy Żydów szukających ratunku na wsi polskiej 1942–1945, Stowarzyszenie Centrum Badań nad Zagładą Żydów, Warszawa 2011
- Andrzej Friszke, Czas KOR-u. Jacek Kuroń a geneza “Solidarności”, Znak, Kraków 2011
- Aleksander Hall, Osobista historia III Rzeczypospolitej, Rosner & Wspólnicy, Warszawa 2011
- Hanna Kirchner, Nałkowska. Życie pisane, W.A.B., Warszawa 2011
- Joanna Krakowska, Mikołajska. Teatr i PRL, W.A.B., Warszawa 2011
- Grzegorz Motyka, Od rzezi wołyńskiej do akcji “Wisła”. Konflikt polsko-ukraiński 1943–1947, Wydawnictwo Literackie, Kraków 2011
- Joanna Olczak-Ronikier, Korczak. Próba biografii, W.A.B., Warszawa 2011
- Dieter Schenk, Noc morderców. Kaźń polskich profesorów we Lwowie i holokaust w Galicji Wschodniej, Wysoki Zamek, Kraków 2011
- Timothy Snyder, Skrwawione ziemie. Europa między Hitlerem a Stalinem, Świat Książki, Warszawa 2011
- Anna Wolff-Powęska, Pamięć, brzemię i uwolnienie. Niemcy wobec nazistowskiej przeszłości (1945–2010), Zysk i S-ka, Poznań 2011[24]

### Rok 2013
- Przemysław Gasztold-Seń(inne języki), Koncesjonowany nacjonalizm. Zjednoczenie Patriotyczne „Grunwald” 1980–1990, IPN, Warszawa 2012
- Paweł Kowal, Koniec systemu władzy, Instytut Studiów Politycznych PAN, Instytut Pamięci Narodowej, Wydawnictwo Trio, Warszawa 2012
- Joanna Kuciel-Frydryszak, Słonimski. Heretyk na ambonie, W.A.B., Warszawa 2012
- Tadeusz Mazowiecki, Rok 1989 i lata następne, Prószyński i S-ka, Warszawa 2012
- Jacek Pietrzak, Polscy uchodźcy na Bliskim Wschodzie w latach drugiej wojny światowej, Wydawnictwo Uniwersytetu Łódzkiego, Łódź 2012
- Jan Sadkiewicz, Ci, którzy przekonać nie umieją. Idea porozumienia polsko-niemieckiego w publicystyce Władysława Studnickiego i wileńskiego „Słowa” (do 1939), Universitas, Kraków 2012
- Jan Skórzyński, Siła bezsilnych. Historia Komitetu Obrony Robotników, Świat Książki, Warszawa 2012
- Małgorzata Szpakowska, „Wiadomości Literackie”. Prawie dla wszystkich, Warszawa 2012
- Marcin Zaremba, Wielka trwoga. Polska 1944–1947, Znak, Kraków 2012
- Marek Żebrowski, Jerzy Giedroyć. Życie przed „Kulturą”, Wydawnictwo Literackie, Kraków 2012[25]

### Rok 2014
- Matthew Brzezinski(inne języki), Armia Izaaka. Walka i opór polskich Żydów, Wydawnictwo Znak, Kraków 2013
- Wojciech Frazik, Emisariusz Wolnej Polski. Biografia polityczna Wacława Felczaka, Instytut Pamięci Narodowej, Wydawnictwo Attyka, Kraków 2013
- Marek Gałęzowski, Przeciw dwóm zaborcom. Polityczna konspiracja piłsudczykowska w kraju w latach 1939–1947, Instytut Pamięci Narodowej, Warszawa 2013
- Adam Leszczyński, Skok w nowoczesność. Polityka wzrostu w krajach peryferyjnych 1943–1980, Wydawnictwo Krytyki Politycznej i Instytut Studiów Politycznych PAN, Warszawa 2013
- Karol Modzelewski, Zajeździmy kobyłę historii. Wyznania poobijanego jeźdźca, Wydawnictwo ISKRY, Warszawa 2013
- Sławomir M. Nowinowski, Polska w dyplomacji czechosłowackiej 1926–1932, Wydawnictwo Uniwersytetu Łódzkiego, Łódź 2013
- Patryk Pleskot, Kłopotliwa panna „S”. Postawy polityczne Zachodu wobec „Solidarności” na tle stosunków z PRL (1980–1989), Instytut Pamięci Narodowej, Warszawa 2013
- Dariusz Rosiak, Człowiek o twardym karku. Historia księdza Romualda Jakuba Wekslera-Waszkinela, Wydawnictwo Czarne, 2013
- Dorota Sula, Powrót ludności polskiej z byłego Imperium Rosyjskiego w latach 1918–1937, Wydawnictwo TRIO, Warszawa 2013
- Konrad Zieliński, O Polską Republikę Rad. Działalność polskich komunistów w Rosji Radzieckiej 1918–1922, Wydawnictwo Uniwersytetu Marii Curie-Skłodowskiej, Lublin 2013[2].

### Rok 2015
- Andrzej Friszke, Rewolucja Solidarności 1980–1981, Znak, Kraków 2014
- Nikołaj Iwanow, Zapomniane ludobójstwo. Polacy w państwie Stalina. „operacja Polska” 1937–1938, Znak, Kraków 2014
- Bartosz Kaliski, Kurierzy wolnego słowa (Paryż – Praga – Warszawa 1968–1970), Instytut Historii PAN, Warszawa
- Andrzej Leder, Prześniona rewolucja. Ćwiczenie z logiki historycznej, Krytyka Polityczna, Warszawa 2014
- Alexandra Richie, Warszawa 1944. Tragiczne powstanie, tłum. Zofia Kunert, W.A.B., Warszawa
- Jan Skórzyński, Krótka historia Solidarności 1980–1989, Europejskie Centrum Solidarności, Gdańsk 2014
- Mirosław Szumiło, Roman Zambrowski 1909–1977, Instytut Pamięci Narodowej, Warszawa 2014
- Andrzej Mencwel, Stanisław Brzozowski. Postawa krytyczna. Wiek XX, Krytyka Polityczna, Warszawa
- Arkadiusz Nyzio, Rządzić znaczy służyć? Historia Unii Demokratycznej (1991–1994), Wydawnictwo PiT, Kraków 2014
- Andrzej Stanisław Kowalczyk, Wena do polityki. O Giedroyciu i Mieroszewskim, Więź, Warszawa 2015[26]

### Rok 2016
- Anna Machcewicz, Bunt. Strajki w Trójmieście. Sierpień 1980, Europejskie Centrum Solidarności, Gdańsk.
- Andrzej Wielowieyski, Losowi na przekór, Agora, Warszawa.
- Andrzej Nowak, Pierwsza zdrada Zachodu. 1920 – zapomniany appeasement, Wydawnictwo Literackie, Kraków.
- Padraic Kenney, Budowanie Polski Ludowej. Robotnicy a komuniści 1945–1950, przeł. Anna Dzierzgowska, W.A.B., Warszawa.
- Ola Hnatiuk, Odwaga i strach, Kolegium Europy Wschodniej, Wojnowice.
- Timothy Snyder, Czarna ziemia. Holocaust jako ostrzeżenie, tłum. Bartłomiej Pietrzyk, Znak, Kraków.
- Audrius A. Žulys, Polska w polityce zagranicznej Litwy w latach 1938–1939, Muzeum II Wojny Światowej, Gdańsk.
- Małgorzata Fidelis, Kobiety, komunizm i industrializacja w powojennej Polsce, tłum. Maria Jaszczurowska, W.A.B. Warszawa.
- Andrzej Brzeziecki, Tadeusz Mazowiecki. Biografia naszego premiera, Znak, Kraków.
- Joanna Beata Michlic, Obcy jako zagrożenie. Obraz Żyda w Polsce od roku 1880 do czasów obecnych, tłum. Anna Switzer, Żydowski Instytut Historyczny, Warszawa.

### Rok 2017
- Piotr H. Kosicki, Personalizm po polsku. Francuskie korzenie polskiej inteligencji katolickiej, przeł. Jerzy Giebułtowski, Instytut Pamięci Narodowej, Warszawa 2016
- Piotr Lipiński, Cyrankiewicz. Wieczny premier, Wydawnictwo Czarne, Wołowiec 2016
- Cezary Łazarewicz, Żeby nie było śladów. Sprawa Grzegorza Przemyka, Wydawnictwo Czarne, Wołowiec 2016
- Łukasz Krzyżanowski, Dom, którego nie było. Powroty ocalałych do powojennego miasta, Wydawnictwo Czarne, Wołowiec 2016
- Grzegorz Motyka, Wołyń '43, Wydawnictwo Literackie, Kraków 2016
- Marcin Napiórkowski, Powstanie umarłych. Historia pamięci 1944–2014, Wydawnictwo Krytyki Politycznej, Warszawa 2016
- Aneta Prymaka-Oniszk, Bieżeństwo 1915. Zapomniani uchodźcy, Wydawnictwo Czarne, Wołowiec 2016
- Michał Przeperski, Nieznośny ciężar braterstwa. Konflikty polsko-czeskie w XX wieku, Wydawnictwo Literackie, Kraków 2016
- Marcin Stasiak, Marta Kurkowska-Budzan, Stadion na peryferiach, Universitas, Kraków 2016
- Agata Zysiak, Punkty za pochodzenie. Powojenna modernizacja i uniwersytet w robotniczym mieście, Nomos, Kraków 2016[3]

### Rok 2018
- Tomasz Kozłowski, Anatomia rewolucji. Narodziny ruchu społecznego „Solidarność” w 1980 roku, Instytut Pamięci Narodowej
- Paweł Brykczyński, Gotowi na przemoc. Mord, antysemityzm i demokracja w międzywojennej Polsce, Wydawnictwo Krytyki Politycznej
- Nikołaj Iwanow, Komunizm po polsku. Historia komunizacji Polski widziana z Kremla, Wydawnictwo Literackie
- Filip Gańczak, Polski nie oddamy. Władze NRD wobec wydarzeń w PRL 1980–1981, Instytut Pamięci Narodowej
- Jerzy Kochanowski, Rewolucja międzypaździernikowa. Polska 1956–1957, Znak Horyzont
- Anna Bikont, Sendlerowa w ukryciu, Wydawnictwo Czarne
- Paweł Smoleński, Syrop z piołunu. Wygnani w akcji „Wisła”, Wydawnictwo Czarne
- Krzysztof Potaczała, To nie jest miejsce do życia. Stalinowskie wysiedlenia znad Bugu i z Bieszczad, Prószyński i S-ka
- Witold Bagieński, Wywiad cywilny Polski Ludowej w latach 1945–1961, Instytut Pamięci Narodowej
- Dariusz Libionka, Zagłada Żydów w Generalnym Gubernatorstwie, Państwowe Muzeum na Majdanku[27]

### Rok 2019
- Anna Bikont, Helena Łuczywo, Jacek, Agora/Czarne
- Urszula Glensk, Hirszfeldowie. Zrozumieć krew, Towarzystwo Autorów i Wydawców Prac Naukowych Universitas
- Paweł Kowal,Testament Prometeusza. Źródła polityki wschodniej III Rzeczypospolitej, Kolegium Europy Wschodniej/Instytut Studiów Politycznych PAN
- Olga Linkiewicz, Lokalność i nacjonalizm. Społeczności wiejskie w Galicji Wschodniej w dwudziestoleciu międzywojennym, Towarzystwo Autorów i Wydawców Prac Naukowych Universitas
- Katarzyna Person, Policjanci. Wizerunek Żydowskiej Służby Porządkowej w getcie warszawskim, Żydowski Instytut Historyczny
- Radosław Ptaszyński, Stommizm. Biografia polityczna Stanisława Stommy, Znak
- Szymon Rudnicki, Falanga. Ruch Narodowo-Radykalny, Aspra
- Andrzej Skalimowski, Sigalin. Towarzysz odbudowy, Wydawnictwo Czarne
- Joanna Tokarska-Bakir, Pod klątwą. Społeczny portret pogromu kieleckiego, Czarna Owca
- Anna Wolff-Powęska, Polacy-Niemcy. Sąsiedzi pod specjalnym nadzorem, Wydawnictwo Poznańskie[28]

### Rok 2020
- Przemysław Gasztold(inne języki), Towarzysze z betonu. Dogmatyzm w PZPR 1980-1990, Instytut Pamięci Narodowej
- Grzegorz Gauden, Lwów - kres iluzji. Opowieść o pogromie listopadowym 1918, Towarzystwo Autorów i Wydawców Prac Naukowych "Universitas"
- Barbara Jundo-Kaliszewska(inne języki), Zakładnicy historii. Mniejszość polska w postradzieckiej Litwie, Wydawnictwo Uniwersytetu Łódzkiego
- Piotr M. Majewski, Kiedy wybuchnie wojna? 1938. Studium kryzysu, Wydawnictwo Krytyki Politycznej
- Mariusz Mazur, Antykomunistycznego podziemia portret zbiorowy 1945-1956. Aspekty mentalno-psychologiczne, Bellona/Uniwersytet Marii Curie-Skłodowskiej
- Irena Paczyńska(inne języki), Aktion gegen Universitäts-Professoren (Kraków, 6 listopada 1939 roku) i okupacyjne losy aresztowanych, Wydawnictwo Uniwersytetu Jagiellońskiego
- Ryszard Kaczmarek, Powstania śląskie 1919-1920-1921. Nieznana wojna polsko-niemiecka, Wydawnictwo Literackie
- Tomasz Kozłowski, Koniec imperium MSW. Transformacja organów bezpieczeństwa państwa 1989-1990, Instytut Pamięci Narodowej
- Patryk Pleskot, Góry i teczki. Opowieść człowieka umiarkowanego. Biografia mówiona Andrzeja Paczkowskiego, Instytut Pamięci Narodowej
- Dariusz Rosiak, Bauman, Mando

### Rok 2021
- Filip Gańczak, Jan Sehn. Tropiciel nazistów, Wydawnictwo Czarne
- Józef Krzyk, Barbara Szmatloch, Korfanty. Silna bestia, Sonia Draga
- Rafał Księżyk, Dzika rzecz. Polska muzyka i transformacja 1989–1993, Wydawnictwo Czarne
- Jarosław Kuisz, Propaganda bezprawia. O „popularyzowaniu prawa” w pierwszych latach Polski Ludowej, Wydawnictwo Naukowe Scholar
- Tomasz Kurpierz, Henryk Sławik 1894–1944. Biografia socjalisty, Instytut Pamięci Narodowej
- Aleksandra Leyk, Joanna Wawrzyniak, Cięcia. Mówiona historia transformacji, Wydawnictwo Krytyki Politycznej
- Arkadiusz Nyzio, Rakowiecka w remoncie. Transformacja polityki bezpieczeństwa wewnętrznego Polski w latach 1989–1993, Wydawnictwo Księgarnia Akademicka
- Grzegorz Piątek, Najlepsze miasto świata. Warszawa w odbudowie 1944–1949, W.A.B.
- Katarzyna Rembacka, Komunista na peryferiach władzy. Historia Leonarda Borkowicza (1912–1989), Instytut Pamięci Narodowej
- Karolina Sulej, Rzeczy osobiste. Opowieść o ubraniach w obozach koncentracyjnych i zagłady, Wydawnictwo Czerwone i Czarne[29]

### Rok 2022
- Andrzej Brzeziecki(inne języki), Wielka gra majora Żychonia. As wywiadu kontra Rzesza, Wydawnictwo Literackie,
- Piotr M. A. Cywiński, Auschwitz. Monografia człowieka, Państwowe Muzeum Auschwitz-Birkenau,
- Artur Domosławski, Wygnaniec. 21 scen z życia Zygmunta Baumana, Wielka Litera,
- Wojciech Marciniak, Odzyskać nadzieję, wrócić do Ojczyzny. Związek Patriotów Polskich w Południowym Kazachstanie 1944-1946, Wydawnictwo Uniwersytetu Łódzkiego, Muzeum Pamięci Sybiru,
- Rafał Matyja, Miejski grunt. 250 lat polskiej gry z nowoczesnością, Karakter,
- Brian Porter-Szűcs, Całkiem zwyczajny kraj. Historia Polski bez martyrologii, tłum. Anna Dzierzgowska i Jan Dzierzgowski, Wydawnictwo Filtry,
- Michał Przeperski, Mieczysław F. Rakowski. Biografia polityczna, Instytut Pamięci Narodowej,
- Marcin Stasiak, Polio w Polsce 1945-1989. Studium z historii niepełnosprawności, Towarzystwo Autorów i Wydawców Prac Naukowych „Universitas”,
- Jacek Tebinka, Anna Zapalec, Polska w brytyjskiej strategii wspierania ruchu oporu. Historia Sekcji Polskiej Kierownictwa Operacji Specjalnych (SOE), Wydawnictwo Neriton,
- Anna Wylegała(inne języki), Był dwór, nie ma dworu. Reforma rolna w Polsce, Wydawnictwo Czarne[30].

### Rok 2023
- Łukasz Bertram(inne języki), Bunt, podziemie, władza. Polscy komuniści i ich socjalizacja polityczna do roku 1956, Wydawnictwo Naukowe Scholar,
- Anna Bikont, Cena. W poszukiwaniu żydowskich dzieci po wojnie, Wydawnictwo Czarne,
- Andrzej Brzeziecki(inne języki), Kocio, Kozioł, senator. Biografia Krzysztofa Kozłowskiego, Wydawnictwo Znak,
- Jakub Gałęziowski(inne języki), Niedopowiedziane biografie. Polskie dzieci urodzone z powodu wojny, Wydawnictwo Krytyki Politycznej
- Bartłomiej Kapica, Władysław Bieńkowski. Biografia polityczna, Instytut Solidarności i Męstwa im. Witolda Pileckiego,
- Sławomir Łotysz, Pińskie błota. Natura, wiedza i polityka na polskim Polesiu do 1945 roku, Towarzystwo Autorów i Wydawców Prac Naukowych „Universitas”,
- Maciej Łuczak, A imię jego 34. Postępowania karne wobec sygnatariuszy Listu 34 i popierających go pisarzy, Wydawnictwo Naukowe Scholar, Instytut Studiów Politycznych Polskiej Akademii Nauk,
- Włodzimierz Mędrzecki, Odzyskany śmietnik. Jak radziliśmy sobie z niepodległością w II Rzeczypospolitej, Wydawnictwo Literackie,
- Krzysztof Umiński, Trzy tłumaczki, Wydawnictwo Marginesy,
- Agnieszka Witkowska-Krych, Dziecko wobec Zagłady. Instytucjonalna opieka nad sierotami w getcie warszawskim, Żydowski Instytut Historyczny[31].

### Rok 2024
- Kalina Błażejowska, Bezduszni. Zapomniana zagłada chorych, Wydawnictwo Czarne,
- Ryszard Jamka, Panów piłą. Trzy legendy o Jakubie Szeli, Wydawnictwo Marginesy,
- Cezary Łazarewicz, Na Szewskiej. Sprawa Stanisława Pyjasa, Spółdzielnia Wydawnicza „Czytelnik”,
- Grzegorz Motyka, Akcja »Wisła« ‘47. Komunistyczna czystka etniczna, Wydawnictwo Literackie,
- Marcin Zaremba, Wielkie rozczarowanie. Geneza rewolucji Solidarności, Znak Horyzont[32].

## Jury
2014: Henryk Samsonowicz (przewodniczący), Władysław Bartoszewski, Krzysztof Dudek, Jan Kofman, Andrzej Krzysztof Kunert, Tomasz Łubieński, Tomasz Makowski, Daria Nałęcz i Andrzej Wielowieyski.
2015: Henryk Samsonowicz (przewodniczący jury), Krzysztof Dudek, Jerzy Kofman, Andrzej Krzysztof Kunert, Daria Nałęcz, Tomasz Łubieński, Tomasz Makowski, Piotr Nehring, Andrzej Wielowieyski.
2016: Henryk Samsonowicz (przewodniczący), Adolf Juzwenko, Jan Kofman, Andrzej Krzysztof Kunert, Tomasz Łubieński, Tomasz Makowski, Daria Nałęcz, Piotr Nehring.
2017: Henryk Samsonowicz (przewodniczący), Antoni Dudek, Andrzej Friszke, Adolf Juzwenko, Jan Kofman, Andrzej Krzysztof Kunert, Tomasz Łubieński, Anna Machcewicz, Tomasz Makowski, Daria Nałęcz, Piotr Nehring, Andrzej Wielowieyski.
2020: Andrzej Friszke (przewodniczący jury), Antoni Dudek, Dobrochna Kałwa, Jan Kofman, Andrzej Krzysztof Kunert, Tomasz Łubieński, Anna Machcewicz, Katarzyna Madoń-Mitzner, Tomasz Makowski, Daria Nałęcz, Małgorzata Szejnert, Andrzej Wielowieyski.
2021: Andrzej Friszke (przewodniczący jury), Antoni Dudek, Dobrochna Kałwa, Jan Kofman, Andrzej Krzysztof Kunert, Anna Landau-Czajka, Tomasz Łubieński, Anna Machcewicz, Tomasz Makowski, Daria Lipińska-Nałęcz, Małgorzata Szejnert, Andrzej Wielowieyski.
2022: Andrzej Friszke (przewodniczący jury), Antoni Dudek, Dobrochna Kałwa, Barbara Klich-Kluczewska, Jan Kofman, Andrzej Krzysztof Kunert, Anna Landau-Czajka, Tomasz Łubieński, Anna Machcewicz, Tomasz Makowski, Małgorzata Szejnert, Andrzej Wielowieyski
2023: Andrzej Friszke (przewodniczący jury), Antoni Dudek, Dobrochna Kałwa, Barbara Klich-Kluczewska, Jan Kofman, Andrzej Krzysztof Kunert, Anna Landau-Czajka, Tomasz Łubieński, Anna Machcewicz, Tomasz Makowski, Małgorzata Szejnert, Andrzej Wielowieyski
2024: Andrzej Friszke (przewodniczący jury), Antoni Dudek, Dobrochna Kałwa, Barbara Klich-Kluczewska, Jan Kofman, Andrzej Krzysztof Kunert, Anna Landau-Czajka, Anna Machcewicz, Tomasz Makowski, Małgorzata Szejnert, Andrzej Wielowieyski